# Dupăprăznuire
Dupăprăznuirea sau prăznuirea prelungită este o perioadă de timp ce urmează unor mari sărbători ale anului bisericesc creștin. Pe parcursul perioadei care urmează unor sărbători mai importante, sărbătoarea continuă, în plan liturgic, un număr de zile, până la când i se face odovania (încheierea). În viața liturgică, această prăznuire (sărbătorire) prelungită se reflectă în cântările și rugăciunile Bisericii, care păstrează tema sărbătorii până la încheierea praznicului. 
Pentru majoritatea sărbătorilor care au o perioadă de prăznuire prelungită se face și o înainteprăznuire.

## Durata
Dupăprăznuirea începe în ziua de după sărbătoarea propriu-zisă și se încheie în ziua în care se face odovania praznicului. Durata prăznuirii prelungite variază în funcție de sărbătoare.

## Sărbători cu prăznuire prelungită
Sfintele Paști și majoritatea sărbătorilor mari și mijlocii au perioade de prăznuire prelungită.

### În perioadaPenticostarului
- Sfintele Paști - 38 de zile de prăznuire prelungită (odovania: miercuri înainte de Înălțare);
- Înălțarea Domnului - 8 zile (odovania: vineri înainte de Rusalii);
- Cincizecimea - 6 zile (odovania: sâmbăta următoare).

### În perioadaTriodului
- Duminica Floriilor - fără prăznuire prelungită.

### În perioadaMineiului
- Nașterea Maicii Domnului (8 septembrie) - 4 zile (odovania: 12 septembrie)
- Înălțarea Sfintei Cruci (14 septembrie) - 7 zile (odovania: 21 septembrie)
- Intrarea Maicii Domnului în Biserică  (21 noiembrie) - 4 zile (odovania: 25 noiembrie)
- Nașterea Domnului  (25 decembrie) - 6 zile (odovania 31 decembrie)
- Botezul Domnului (6 ianuarie) - 8 zile (odovania: 14 ianuarie)
- Întâmpinarea Domnului (2 februarie) - 7 zile (odovania: 9 februarie) 
  - NOTĂ: Dupăprăznuirea Întâmpinării Domnului poate să fie scurtată sau chiar omisă în întregime dacă ziua de 2 februarie cade în Duminica Vameșului și a Fariseului sau după aceasta.
- Bunavestire (25 martie) - fără prăznuire prelungită.
- Schimbarea la Față (6 august) - 7 zile (odovania: 13 august)
- Adormirea Maicii Domnului (15 august) - 8 zile (odovania: 23 august)

## A se vedea și
- Înainteprăznuire
- Odovanie
- Sobor